# Julienne Bloch
Julienne Bloch (geboren am 11. August 1833 in Mutzig im Elsass; gestorben am 11. November 1868) war eine französische Pädagogin und Journalistin. Sie gehörte zu den frühen jüdischen Autorinnen, die in Frankreich veröffentlichten.

## Leben
Julienne Bloch war die älteste Tochter von Simon Bloch, dem Gründer und Herausgeber der Monatszeitschrift L’univers israélite in Paris. Der Name der Mutter ist unbekannt. Mit 16 Jahren erhielt sie eine Lehrbefugnis für säkulare sowie für religiöse jüdische Erziehung. Drei Jahre später erlangte sie einen höheren Bildungsabschluss und eröffnete Privatschulen für jüdische Mädchen, zuerst in Lyon und später in Paris.
Von Juni 1854 bis August 1862 veröffentlichte Bloch eine Reihe von Artikeln in der Zeitschrift ihres Vaters in der Rubrik „Lettres d’une Parisienne“ (Briefe einer Pariserin), für die auch ihre Schwester Pauline Bloch schrieb. Ihre Artikel lieferten komplexe Analysen der französischen Gesellschaft, der Rolle der Frau im Judentum, der Gefahren der jüdischen Assimilation und zeichneten ein lebendiges Bild der Spannungen innerhalb der französisch-jüdischen Gemeinden in der Mitte des 19. Jahrhunderts. Sie war Frankreich dankbar für die frühe Emanzipation der Juden während der Französischen Revolution, blieb jedoch wachsam gegenüber Anzeichen antijüdischer Vorurteile, die nicht vollständig verschwunden waren. Sie kritisierte den französischen Autor und Journalisten Eugène de Mirecourt für dessen negative Beschreibungen bekannter Juden. Ihr Artikel in der Tageszeitung Le Figaro, an Mirecourt gerichtet, habe „seinerzeit Aufsehen“ erregt, berichtete der jüdische Gelehrte Meyer Kayserling 1879.
Bloch hielt die Behandlung von Frauen durch das Judentum für bewundernswert. Sie bezog sich in ihren Texten oft auf die emanzipatorische Wirkung des Judentums auf Frauen. Gleichzeitig kritisierte sie Aspekte der jüdischen Tradition, die sie für ungerecht gegenüber Frauen hielt, wie das regelmäßig von Männern vorgetragene Morgengebet, in dem diese Gott dafür danken, dass er sie nicht als Frau erschaffen hatte, oder das Verbot in der Synagoge Männer- mit Frauenstimmen zu vermischen.
Julienne Bloch starb im Alter von 35 Jahren an den Folgen einer Tuberkulose.